# 1994 في روسيا
فيما يلي قوائم الأحداث التي وقعت خلال عام 1994 في روسيا.

## سياسة

### تعيين في المنصب
- 3 أكتوبر – فيتالي تشوركين سفير روسيا الاتحادية في بلجيكا.

### انتهاء فترة المنصب
- 3 أكتوبر – نيكولاي أفاناسفسكي سفير روسيا الاتحادية في بلجيكا.

## ظهور
- 1 يناير – أيه كيه-101

## أفلام
من الأفلام التي صدرت هذه السنة في روسيا:
- 1 يناير – حرقته الشمس من إخراج نيكيتا ميخالكوف.

## مواليد

### يناير
- 6 يناير – بولينا فيديخينا لاعبة كرة يد روسية.
- 31 يناير – فيتاليك بوتيرين

### مارس
- 5 مارس – داريا غافريلوفا لاعبة كرة مضرب روسية.
- 20 مارس – فيتا سيدوركينا عارضة روسية.

### مايو
- 4 مايو – أندري ديسياتنيكوف لاعب كرة سلة روسي.

### يونيو
- 6 يونيو – غريغوري موروزوف لاعب كرة قدم روسي.
- 25 يونيو – إيقور كريد موسيقي روسي.
- 28 يونيو – أنيش غيري لاعب شطرنج هولندي.

### سبتمبر
- 1 سبتمبر – آنا سمولينا لاعبة كرة مضرب روسية.
- 1 سبتمبر – مارغريتا جاسباريان لاعبة كرة مضرب روسية.
- 30 سبتمبر – علياء مصطفينا لاعبة جمباز فني روسية.

### أكتوبر
- 31 أكتوبر – ماتفي ماميكن درّاج طريق روسي.

### نوفمبر
- 16 نوفمبر – بافل إيفاشكو رياضي روسي.
- 25 نوفمبر – أناستازيا كفيتكو

## وفيات

### يناير
- 12 يناير – غوستاف نان (مواليد 1919)

### فبراير
- 17 فبراير – الكسندر تشاكوفسكي (مواليد 1913)
- 19 فبراير – إيفان سيدورنكو (مواليد 1919)

### مايو
- 13 مايو – فلاديمير أنتوشين (مواليد 1929)

### أغسطس
- 8 أغسطس – ليونيد ليونوف (مواليد 1899) كاتب روسي.
- 19 أغسطس – روبرت روجديستفنسكي (مواليد 1932) شاعر روسي.

### سبتمبر
- 12 سبتمبر – بوريس ايغوروف (مواليد 1937)
- 22 سبتمبر – إيغور تشيسلينكو (مواليد 1939) لاعب كرة قدم روسي.

### نوفمبر
- 5 نوفمبر – ألبرت شيسترنيوف (مواليد 1941) لاعب ومدرب كرة قدم روسي.
- 20 نوفمبر – جانيس كرومينش (مواليد 1930)